# Orangeries de Bierbais
Le parc connu aujourd'hui comme les Orangeries de Bierbais est situé à Hévillers, section de la commune de Mont-Saint-Guibert, en Région wallonne dans la province du Brabant wallon en Belgique.
Les Orangeries de Bierbais font partie, jusqu'à la fin des années 1980, du parc du Château de Bierbais. Cette partie du parc, d'une superficie de 2,5 hectares, accueille au XIXe siècle non seulement un ensemble d'arbres remarquables, fruitiers et d'ornement, mais encore des serres chauffées monumentales de réputation internationale, les serres de Bierbais, au sein de jardins à l'anglaise conçus par l'architecte-paysagiste Charles-Henri Petersen qui a vécu à Bierbais jusqu'à son décès en 1859.
Depuis 2019, les deux orangeries qui subsistent ont été transformées en tiers-lieu accueillant des résidences d'artistes et de chercheurs ainsi que des activités culturelles, périodiquement ouvertes au public.

## Histoire

### Le temps du jardinage auXIXesiècle

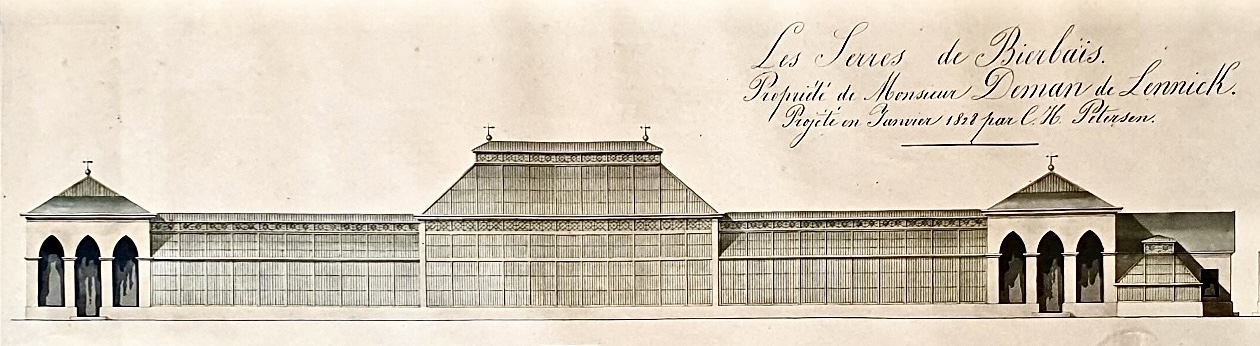
Vue en coupe des serres monumentales projetées par Charles-Henri Petersen.

À peu près quarante ans après que le philosophe Emmanuel Kant n'introduisit « l'art des jardins » parmi les beaux-arts (1790), au moment même où une vague d'effervescence autour de cet art déferle sur l'Europe, notamment la France et l'Angleterre, le baron De Man de Lennick a réussi à satisfaire, selon le livre  Le Temps du paysage du philosophe Jacques Rancière, qui traite de cette période dans l'histoire du jardinage, « un critère autonome de beauté en produisant un plaisir spécifique, celui qui naît de l'imitation de la nature » : « Quel est l'amateur, belge ou étranger, qui ne connaisse cette belle propriété de Bierbais, dont on aperçoit les tourelles à proximité de la station de Mont-Saint-Guibert; ce château moderne, bâti sur une éminence au milieu d'un parc grandiose à arbres séculaires ».
Le parc devait « imiter les traits présentés par les objets et les êtres de la nature de manière à les faire reconnaître, tout en les embellissant ; mais aussi imiter, en assemblant ces traits de la nature visible, une nature invisible définie comme parfaite liaison de ses éléments en un tout cohérent », ce qui, selon le Journal d'horticulture pratique de la Belgique (1857), semble d'être précisément le cas : « les plus beaux raisins, les fraises et les ananas, les abricots et les pêches fleurissent et fructifient à volonté et en toute saison, à côté des plus beaux représentants de la flore de l'Asie, de l'Amérique et de l'Afrique. »
En plus du parc, les serres, audacieuses dans leur utilisation monumentale précoce du fer, inaugurées le 29 septembre 1828, un an avant que Petersen ne finalise celles du Jardin botanique de Bruxelles, sont devenues célèbres : « Bierbais, dont les serres peuvent rivaliser avec celles des ducs d'Angleterre et qui en fait de palmiers peut montrer une des plus vastes collections du continent tant pour la quantité des espèces que pour la force et la grandeur des pieds. »
Comme le parc, elles aussi devraient ne pas se contenter en « reproduire les traits des choses reconnaissables », mais assembler « les traits empruntés aux plus beaux modèles en une figure parfaite que la simple nature ne comporte pas » : « point de ces gradins, point de ces tablettes en bois, qui enlèvent l'illusion et qui sont l'anomalie de nos serres. C'est un véritable parterre, entrecoupé de chemins, de bassins et garni de rochers artificiels d'où s'élance, par-ci par-là, un jet d'eau d'entre la verdure ». Les qualités qui renvoient au paysage naturel d'un jardin visible, aussi merveilleuses qu'elles soient, ne suffisent pas, il faut plus que cela, quelque chose de surnaturel, d'édénique. Bref, ce qui est recherché, et qui le parc et les serres de Bierbais semblent offrir, « c'est un vrai paradis ».

### Descriptions historiques du parc, des serres et des collections
Restent, à nos jours, au moins deux descriptions détaillées du parc avec ses serres. La première, de 1846, a été publiée dans la revue Art de construire et gouverner les serres:
« En Belgique comme en Angleterre, plus qu'en France, on attache une grande importance à la construction des abris qui doivent recevoir les végétaux qui ne sauraient vivre en plein air sous les climats tempérés. Les serres sans nombre qui couvrent le sol des deux Flandres et du Brabant en font foi : horticulteurs-amateurs et horticulteurs de profession rivalisent de zèle à ce sujet. Cependant, bien que les serres de ces derniers soient souvent érigées avec une certaine recherche, elles n'acquièrent pas ce degré de splendeur architecturale ou d'élégance qu'on ne peut aborder pour des serres marchandes, obligés que sont les chefs d'établissement de former des serres spéciales pour chaque grande famille de végétaux qui, croissant sous des latitudes et dans des conditions fort variées, demandent à être traités avec des soins analogues à ceux que leur prodigue la nature dans leur patrie. Mais les hommes opulents, pour lesquels la floriculture est un délassement et une source d'enseignements, n'étant pas soumis aux mêmes obligations, peuvent élever de ces palais où l'art s'allie au besoin des végétaux, où le bon goût vient en aide à la science mathématique du constructeur. Un des plus beaux modèles dans ce genre sont les belles serres de M. le baron de Lennick, fig. 95, 96, se déployant sur une longueur de près de 430 mètres.
Le pavillon du milieu, où sont renfermés pleins de vie et de santé des végétaux de serre chaude ayant l'apparence d'une forêt, à 13 mètres 50 centimètres d'élévation sur une largeur de 10 mètres, et rappelle par sa structure les grands pavillons du Jardin des Plantes de Paris. Les pavillons servant d'orangerie et celui du milieu sont liés entre eux par deux serres tempérées. En retour, sont situés un pavillon moins élevé servant de salon de repos, puis trois serres destinées aux Pélargoniums, aux Palmiers et aux Orchidées. Toutes ces serres, entièrement construites en fer et vitrées de tous côtés, à l'exception des orangeries, ont été élevées sur les dessins et sous la direction de M. Petersen, dont le talent comme architecte et comme jardiniste s'est plus d'une fois dévoilé sur le sol de la Belgique. La culture et la beauté, même considérées individuellement, des myriades de plantes qu'abritent ces serres, la tenue irréprochable de celles-ci, leur magnificence ressortant au milieu d'un des plus beaux parcs que nous ayons vus, toute cette propriété des plus richement pourvues de ce que la nature et l'art ont de plus rare et de plus splendide, font de ce domaine une de ces merveilles que l'on n'ose décrire dans la crainte de rester au-dessous de la réalité. »
L'autre, plus détaillée par regard à ce que ce parc contenait en matière d'espèces, nous est léguée à la fois par le Journal d'horticulture pratique de la Belgique et The Gardener's Chronicle and Agricultural Gazette :
« Les serres principales du baron De Man de Lennick, forment un parallélogramme continu de près de cinquante mètres de longueur sur dix de hauteur et de profondeur. Ce corps de bâtiment, à toit vitré et à châssis droits du côté du midi, est divisé en trois compartiments : le premier, qui représente l'orangerie, est occupé par une collection de Conifères et autres plantes de cette catégorie, toutes de premier choix. On y remarque de rares spécimens des plus belles espèces de Podocarpus et d'Araucaria, entre autres les A. excelsa et Cunninghamii, d'une taille à fructifier ; des Pinus, des Cupressus, des Taxodium et des Cryptomeria exotiques d'une superbe culture et d'un aspect imposant. Le compartiment du centre contient des collections de Camellia et d'Azalea, que nos premiers horticulteurs de Gand ne se feraient pas faute d'envier. Des collections choisies de Fuchsia, d'Erica et de Rhododendron des Sikkim Himalaya, garnissent la devanture de cette serre dont l'aspect uniforme est relevé par quelques magnifiques Palmiers et Fougères en arbre de serre froide. Des Chamaerops, d'une grande rareté, des Balantium et des Marattia, d'une taille gigantesque, étendent leurs longues frondes au-dessus des espèces plus modestes, qui épanouissent leurs fleurs sous leur ombre chatoyante. Le troisième compartiment, celui de l'Est, a été réservé aux Orchidées et à toutes ces espèces des régions chaudes qui aiment la grande chaleur et l'humidité. Mais ici point de ces gradins, point de ces tablettes en bois, qui enlèvent l'illusion et qui sont l'anomalie de nos serres. C'est un véritable parterre, entrecoupé de chemins, de bassins et garni de rochers artificiels d'où s'élance, par-ci par-là, un jet d'eau d'entre la verdure. C'est là que l'on voit les Orchidées, les Tillandsia, les Aechmea, les Heliconia, les Caladium, les Aroïdées et les Fougères, simulant admirablement cet amalgame si curieux et si grandiose de la végétation luxuriante des tropiques.

#### La collection des Orchidées
La collection des Orchidées, sans être nombreuse, est représentée par les plus beaux genres, les plus belles espèces et surtout par des exemplaires d'une force et d'une vigueur hors ligne. Nous citerons particulièrement un Sobralia macrantha, qui mesure quatre pieds de diamètre à sa base et dont les tiges, s'élevant à plus de deux mètres de hauteur, occupent un espace de douze mètres de circonférence; des Erides crispum et odoratum majus; des Cattleya crispa, purpurata et Mossiæ, un Laelia superbiens, un Grammatophyllum speciosum, tous d'un force peu commune. Entre les rochers, alternant, tantôt avec des Tillandsia et des Fougères, tantôt avec des Caladium, des Pothos ou des Philodendron, on remarque un grand nombre d'Orchidées rares, parmi lesquelles se distinguent les Cattleya Trianai et elegans; les Odontoglossum nebulosum, Pescatorei et grande; les Coelogyne maculata et Wallichii; les Saccolabium violaceum et retusum; les Schomburgkia (en) crispa et marginata; le Huntleya meleagris (en), le Vanda Batemanii, l'Oncidium lanceanum, et plusieurs autres espèces remarquables. Deux Heliconia superbes et un Roupala Jonghii, de trois mètres de hauteur, garni de feuilles jusqu'au bas de la tige, quelques magnifiques Fougères en arbre, et un grand nombre d'espèces à feuilles ornementales ou à belles fleurs font de ce parterre, un vrai paradis terrestre,. »
En 1855, la floraison des spécimens de Laelia elegans a attiré l'attention du Allgemeine Gartenzeitung (es), qui souligne le travail de M. Keilig, l'assistant de Petersen : « Cette plante est si rare en culture qu'elle ne nous a été envoyée que trois fois. Nous avons reçu les dernières fleurs du jardin de M. Deman de Lennick à Bierbais en Belgique, cultivées par M. Keilig. Selon la description, cette plante doit avoir atteint une perfection incroyable. »

### Démolition des serres entre 1860 et 1880
La collection a commencé à être vendue environ en juillet 1857. Malgré leur « réputation européenne » et leurs dimensions hors normes, les serres ont disparu entre les années 1860 et 1880. Le moment et les raisons précis du démontage de ces serres restent une énigme.

### Une ferme-école pour les orphelins de la Guerre 1914-1918
Peu après 1900, le domaine de Bierbais fut acheté par un certain de Streel, notaire à Bruxelles, qui fut un moment bourgmestre d’Hévillers. « Ayant perdu ses deux fils durant la première guerre mondiale, il fit don du domaine à l’Orphan-Fund, en 1918. Cet organisme anglais œuvrait à l’accueil et à l'éducation des nombreux orphelins de guerre. La centaine d'enfants accueillis à Bierbais dormaient dans les écuries aménagées en trois grands dortoirs. De nombreuses activités éducatives étaient développées dans ce site idéal : agriculture, horticulture, élevage, menuiserie, sport, etc. Ces cours ont été illustrés par de nombreuses cartes postales d'époque. »

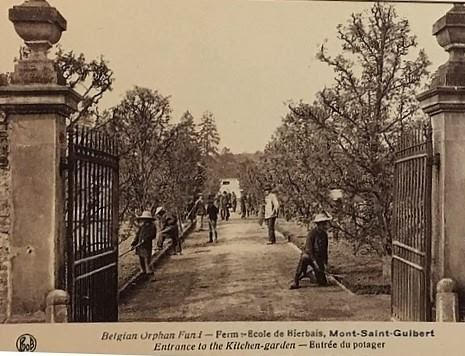
Entrée du potager.
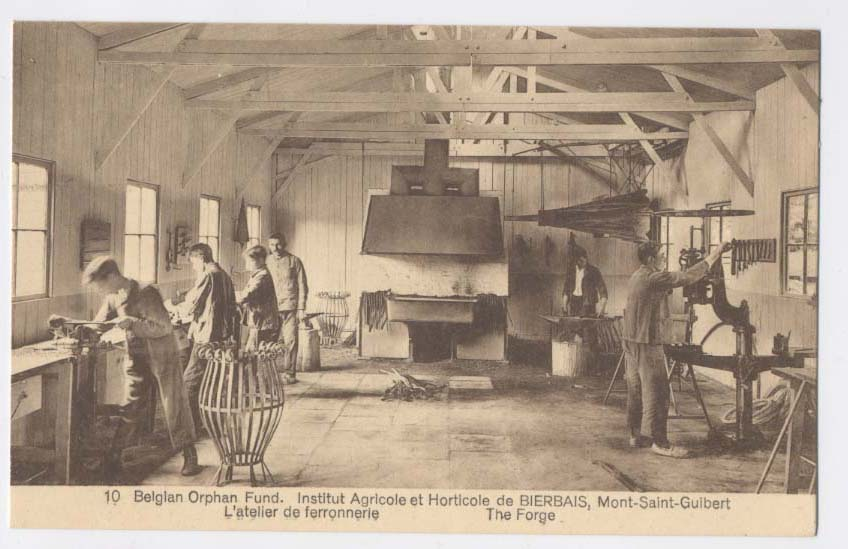
Atelier de ferronnerie.
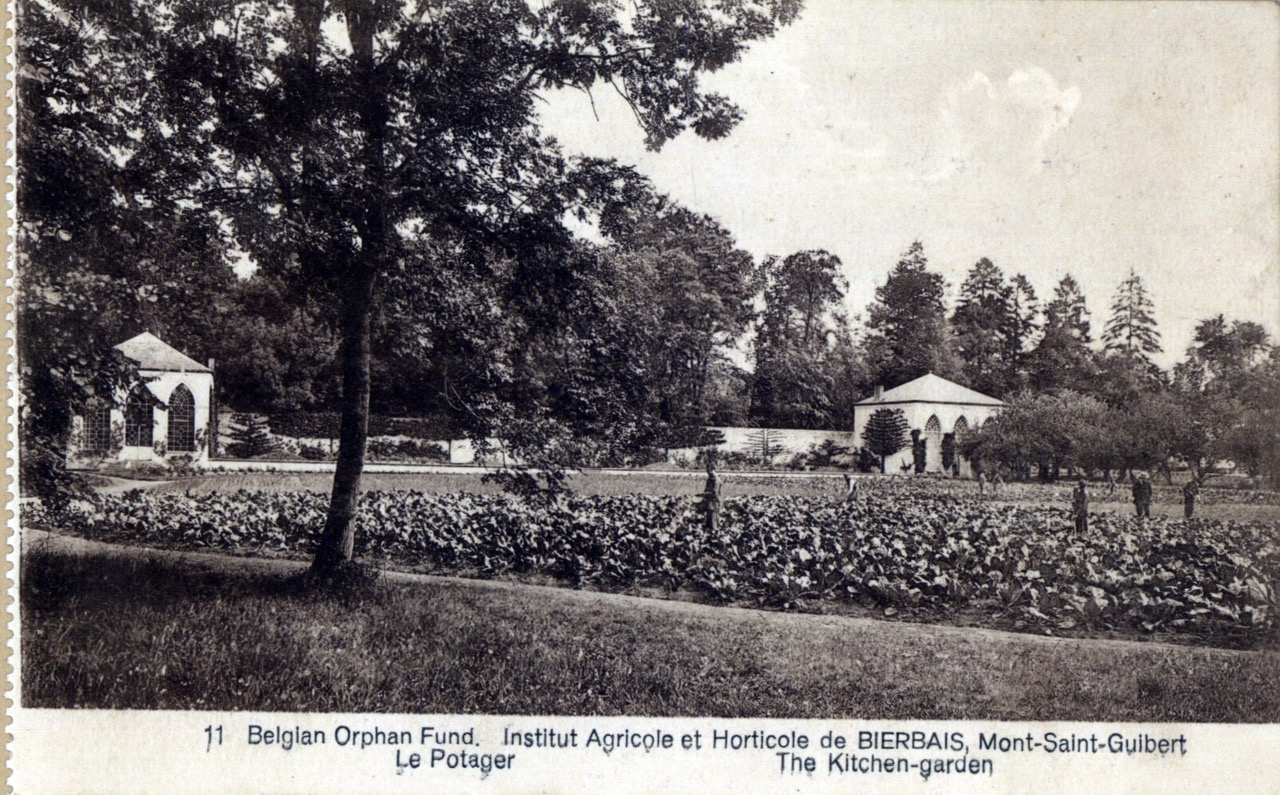
Potager de l'Institut agricole et horticole de Bierbais.
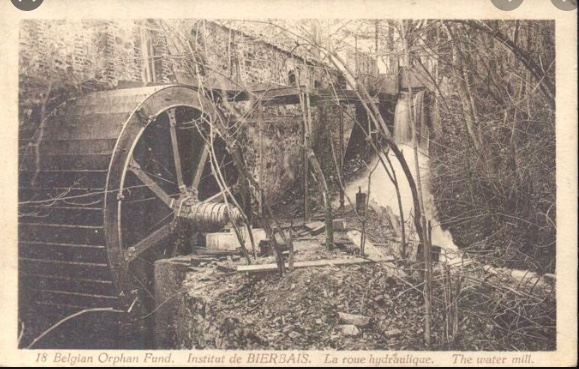
Roue hydraulique.
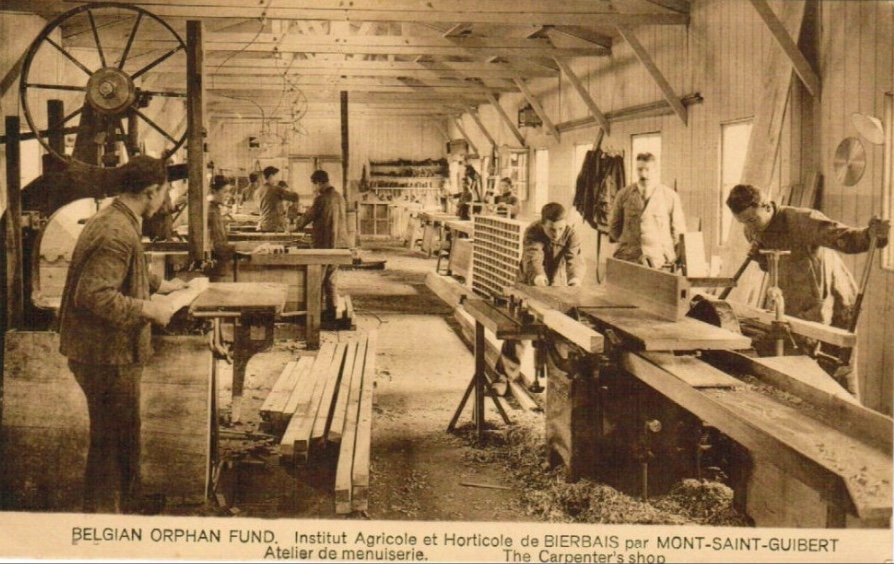
Atelier de menuiserie.

Les clichés montrent une activité intense dans les différentes formations, tandis que les jardins anglais d’autrefois ont été transformés en champs cultivés.

### Reconversions depuis 1970
Durant les années 1970, les deux orangeries, tout ce qu'il reste des serres monumentales, ont été réaménagées en habitations par l'architecte Édouard Carlier. Celle côté est a été complètement ouverte sur sa façade ouest dans un style moderniste-brutaliste. Depuis 2020, cette partie du parc de Bierbais, toujours connue comme Les Orangeries de Bierbais, est devenue un tiers-lieu en permaculture, accueillant en résidence des artistes, chercheurs et expérimentateurs.

## Statut patrimonial
Les orangeries de Bierbais figurent à l'inventaire du patrimoine immobilier culturel de la Wallonie sous la référence 25068-INV-0025-02.

## Architecture
Il ne reste rien des grandes serres de Petersen sauf leur mur arrière en briques, percé en son centre de trois arcades ogivales de style néogothique précoce.
Ce long mur, et le jardin surélevé qui le précède, fait la jonction entre les deux pavillons d'orangerie, situés l'un à l'est et l'autre à l'ouest, et qui ont été réaménagés dans les années 1970 en deux habitations distinctes,.
Chacune des orangeries, de plan carré, est construite en briques et présente au sud une façade percée de trois hautes baies séparées par des trumeaux prenant la forme de pilastres dont les  chapiteaux d'ordre toscan portent chacun un grand arc ogival dont l'extrados est rehaussé d'une frise de briques,. Les baies sont dotées de châssis métalliques modernes.
Ces façades méridionales sont chacune sommée d'une corniche moulurée en pierre de style néo-classique surmontée d'une toiture en ardoises couronnée par un petit bulbe,.
Le pavillon occidental présente un mur aveugle vers le jardin qui relie les deux pavillons, tandis que le pavillon oriental lui présente une façade ajourée de style moderne.

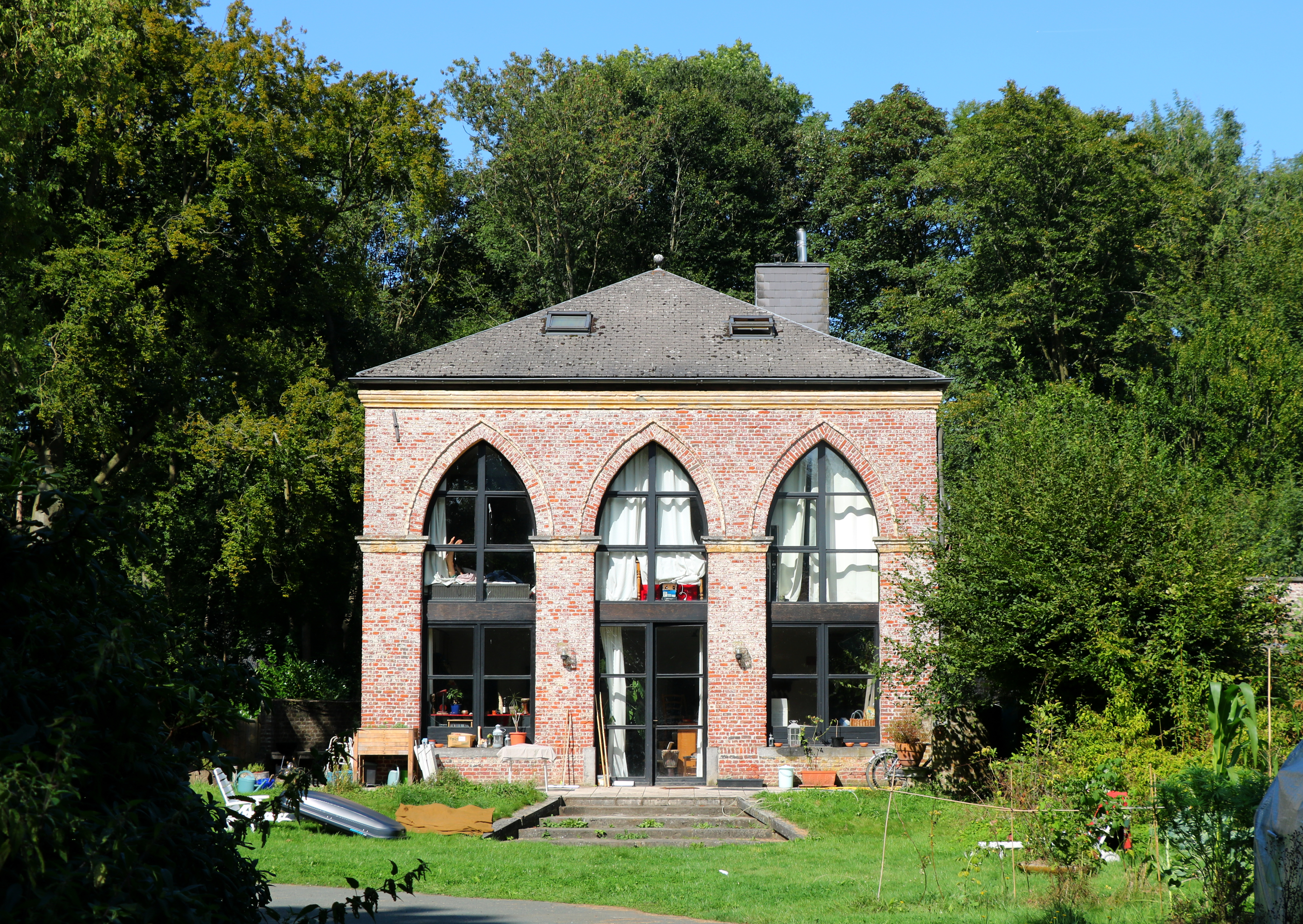
L'orangerie occidentale.
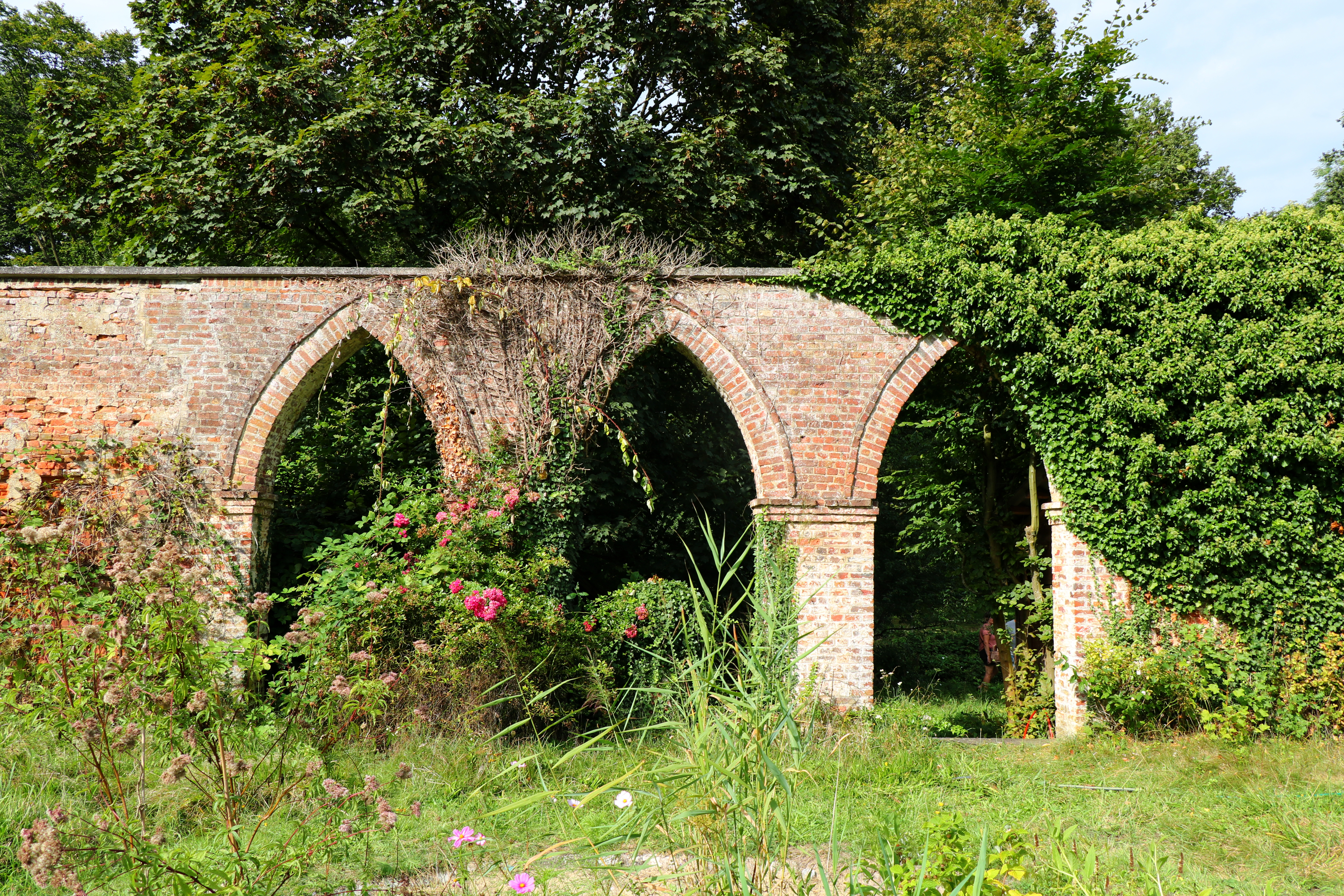
Les arcades centrales.
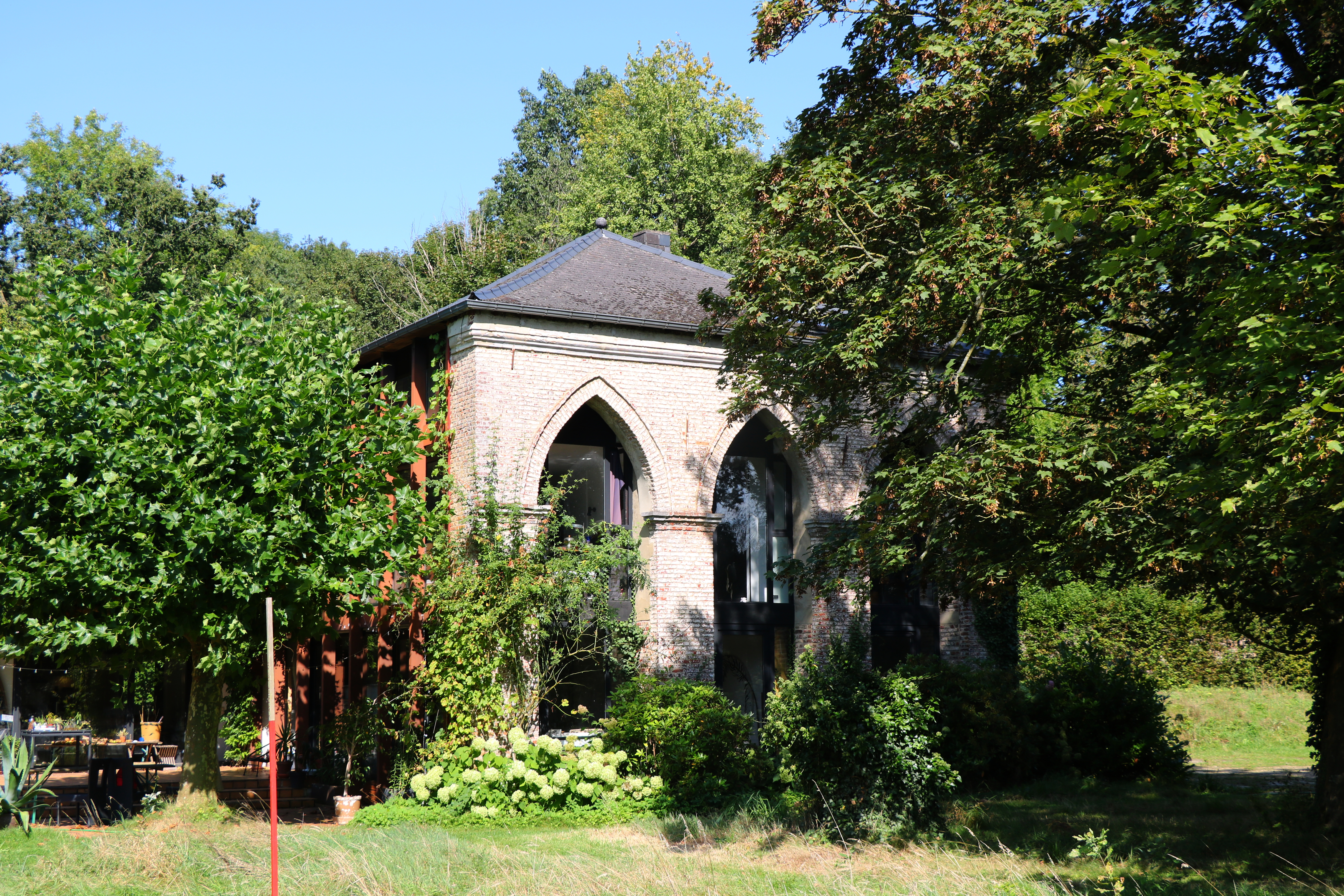
L'orangerie orientale.
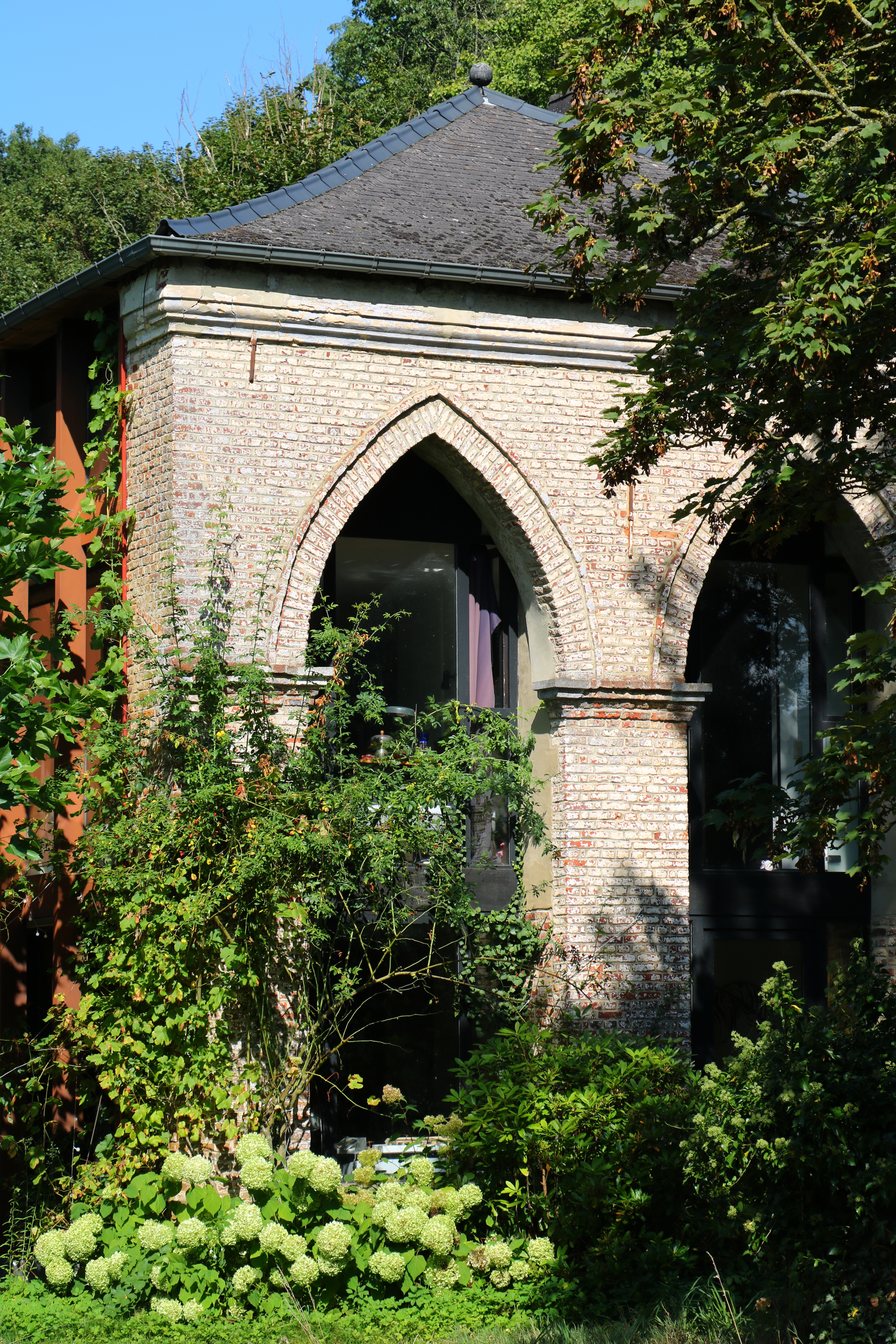
Détail de l'orangerie orientale.

## Galerie photographique

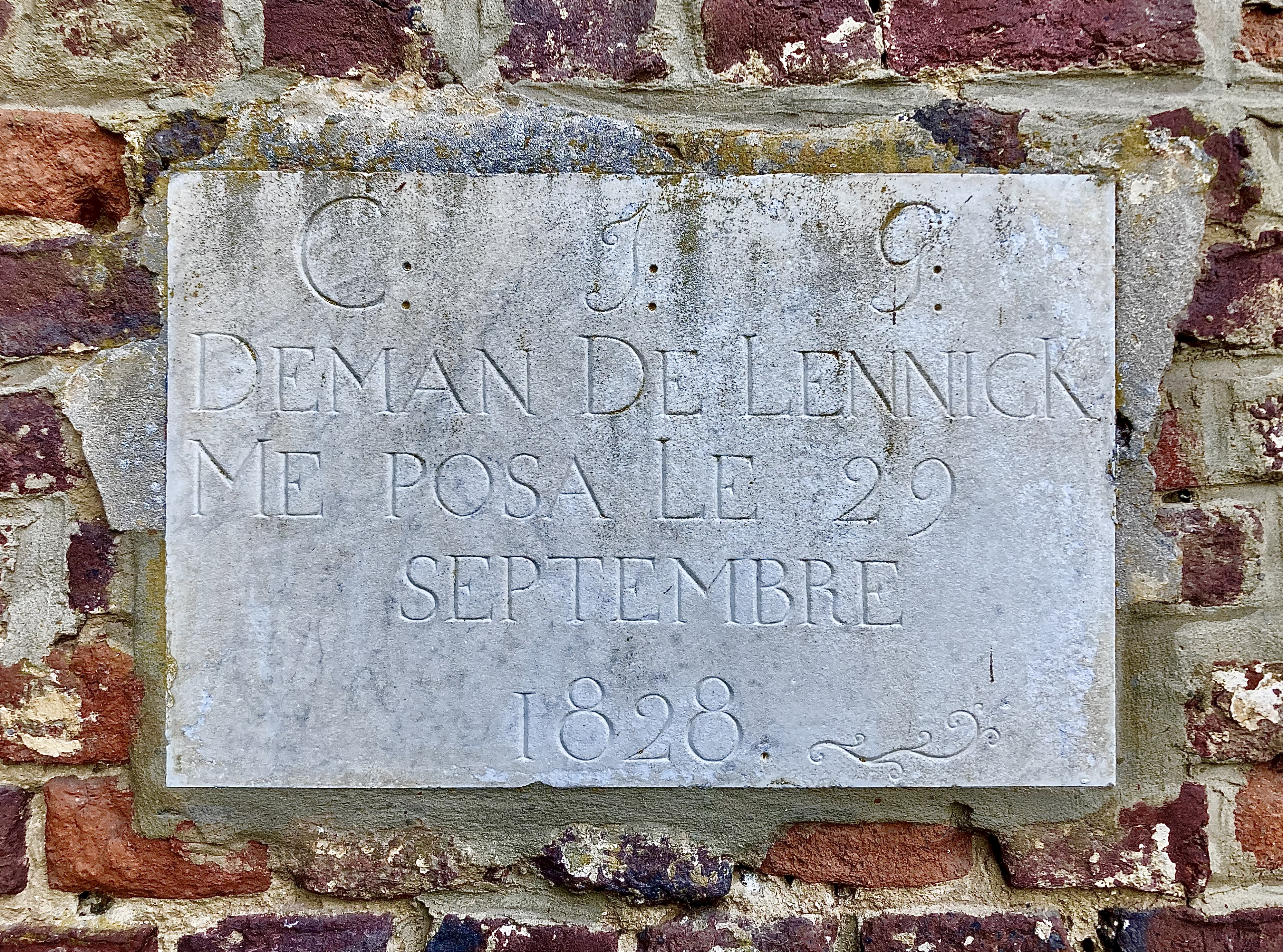
Première pierre, posée le 29 septembre 1828.
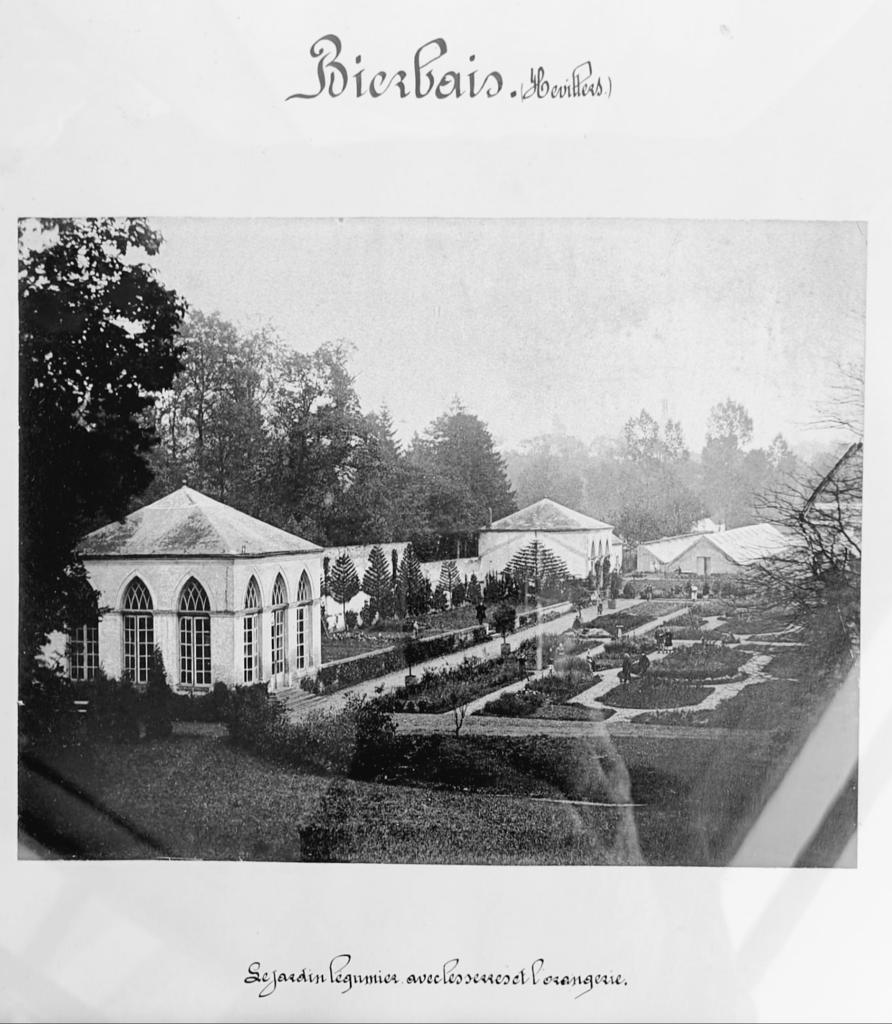
Le parc des orangeries, déjà sans les serres, vers 1880.
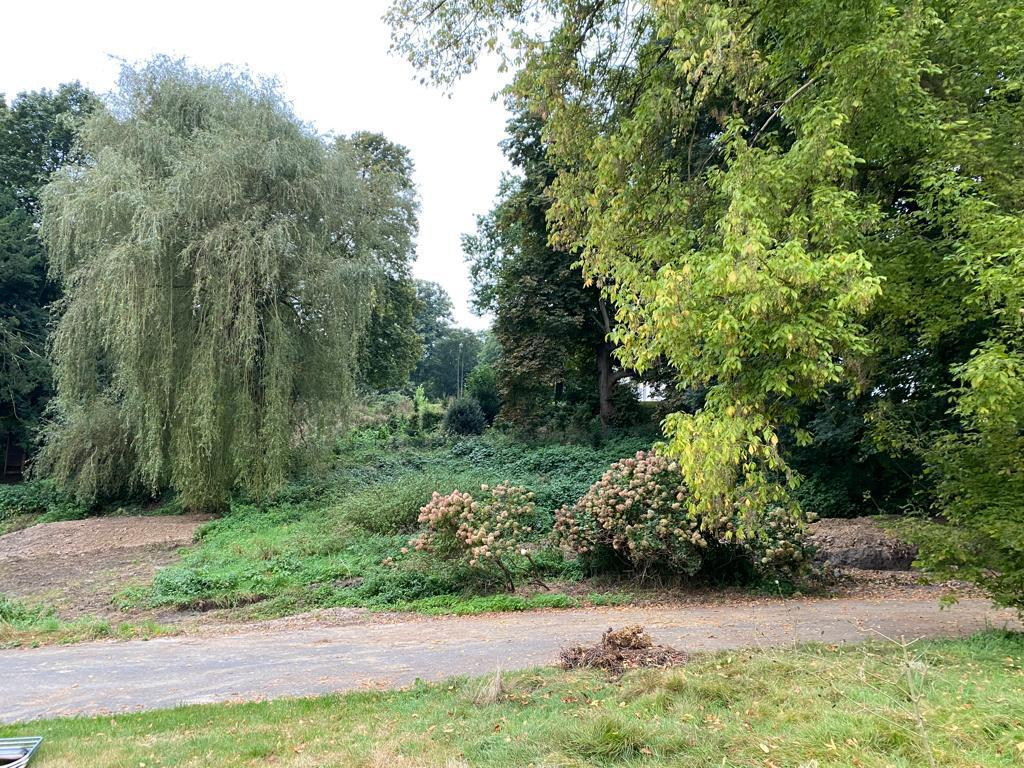
Parc des Orangeries de Bierbais en 2022.
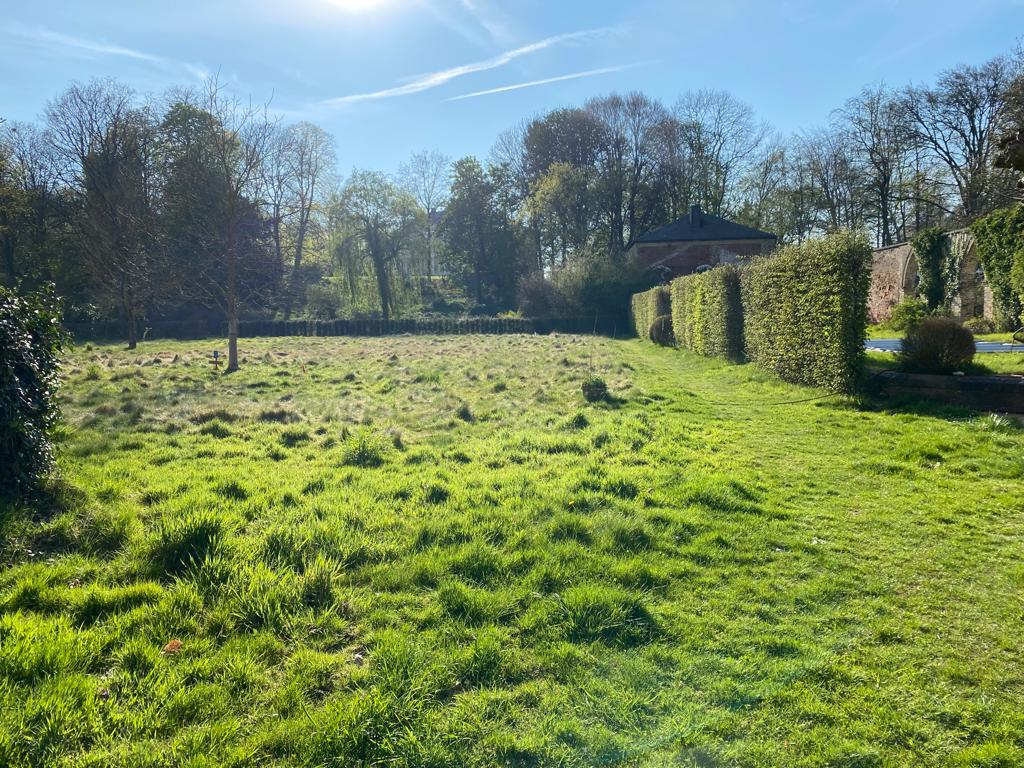
Autre vue du parc des Orangeries de Bierbais en 2022.
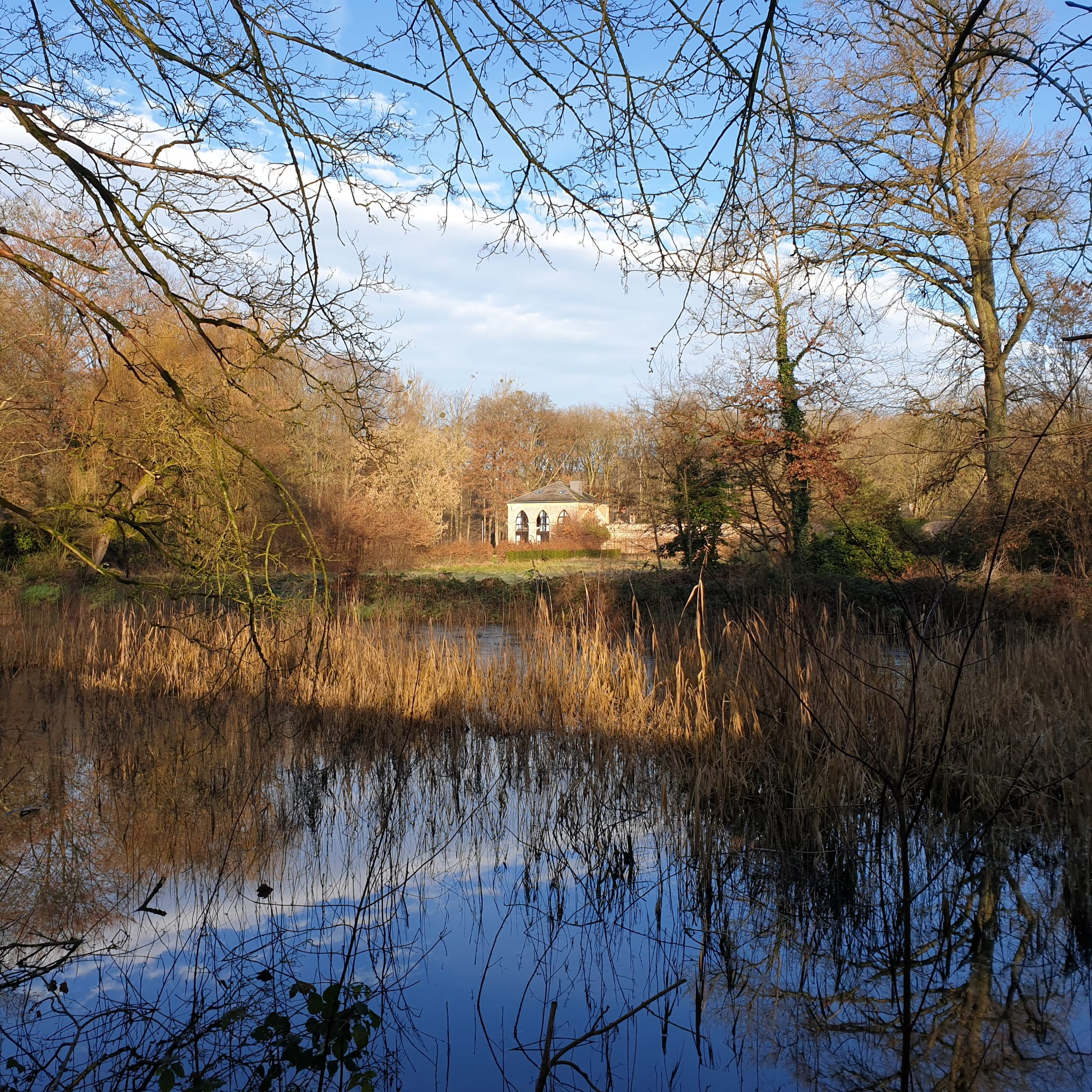
Vue de l'étang et de l'orangerie ouest.
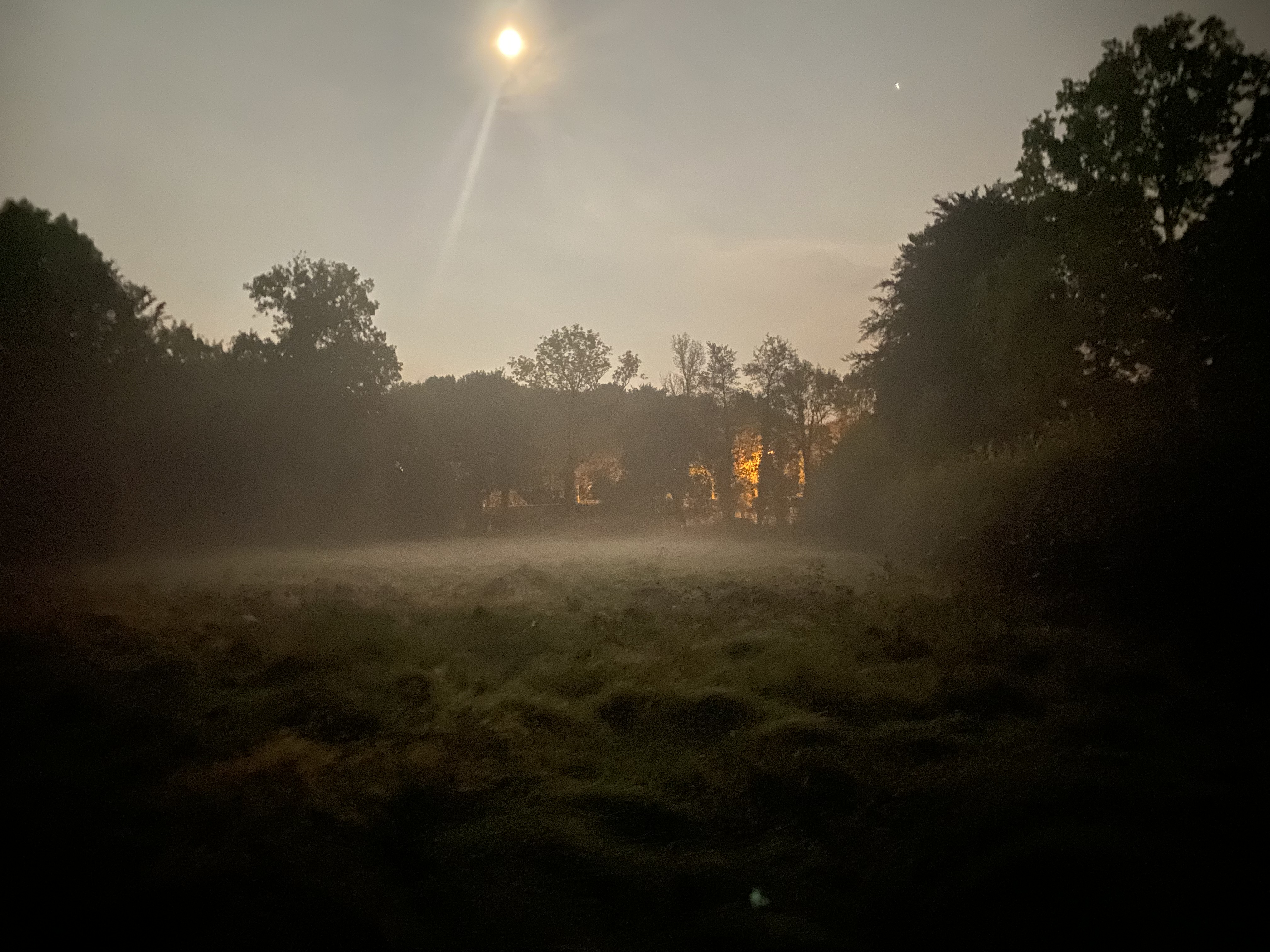
Le coucher du soleil au Parc des Orangeries de Bierbais en 2022.
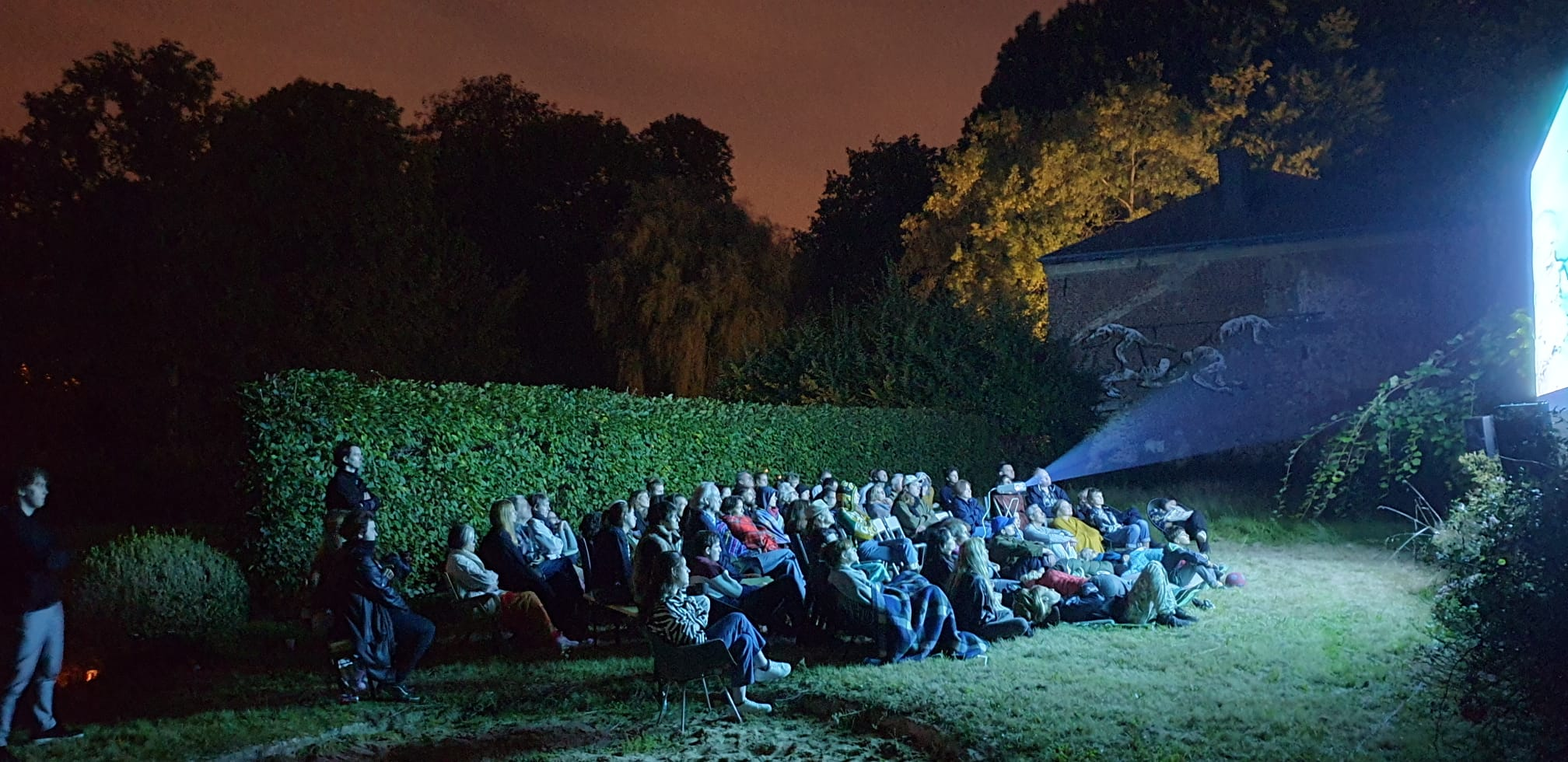
Projection cinéma au parc des Orangeries de Bierbais.